# نورگیر سقف
نورگیر سقف (یا بام‌تاب) یا پنجرهٔ سقفی انتقال‌دهندهٔ نور است. این نورگیرها همه یا بخشی از فضای سقف ساختمان را به منظور روشن‌سازی تشکیل می‌دهند.
نورگیرهای سقفی بازشونده برای تهویه هوا و تأمین نور طبیعی از سقف بسیار مناسب هستند. نمونه‌هایی که در بازار موجود هستند؛ هم قابل‌کنترل از لحاظ باز و بسته شدن و هم دارای عایق کاری مناسبی می‌باشند. در این نوع نورگیرها، عایق بودن در مقابل باد و باران بسیار اهمیت دارد. همواره سعی کنید از شیشه‌های دو جداره در سقف استفاده کنید، زیرا عایق بودن آن از لحاظ گرمایشی بسیار مهم است. نمونه‌های بازشوی سقفی که با فنر باز و بسته می‌شوند، توسط زنجیری قابل کنترل هستند، اما بازشوهایی که روی ریل دندانه‌دار باز و بسته می‌شوند، کاراتر می‌باشند. بازشوهایی که دو جداره هستند دارای قابلیت‌های زیادی می‌باشند، از جمله این‌که بی‌تفاوت به جهت باد هستند. در مناطقی که باد و باران شدیدی دارند بهتر است که بازشو را از ناملایمات جوی دور نگه داریم. بازشوهایی که در بالای حمام و آشپزخانه قرار می‌گیرند، فضای مناسبی برای تخلیه هوای مرطوب این اماکن به وجود می‌آورند. مقدار هوای جریان‌یافته از سقف، بستگی به جهت، سرعت باد، تغییر فشار و تفاوت درجه حرارت داخل و خارج دارد. هوای خنک، گه‌گاه از همان مجرایی که نور وارد فضا می‌شود، جریان می‌یابد، اما غالباً هوای گرم است که از این فضا مجال بیرون رفتن پیدا می‌کند. این نورگیرها در سبک معماری قدیم رومی استفاده می‌شده، مانند پنجره گرد زیارتگاه. پنجره‌های سقفی بسته لعابی از انقلاب صنعتی که باعث پیشرفت‌هایی در ساخت تولید شیشه شد استفاده شده‌است. تولید توده‌ای واحدهای از پیش‌ساخته از نیمه قرن بیستم پنجره‌های سقفی را برای بسیاری از کاربردها و زمینه‌ها ایجاد کرده‌است.
حفظ انرژی باعث انگیزه جدید، ابداع طراحی، گزینه‌های انتقال و سیستم‌های طبقه‌بندی، بازده بیشتر پنجره‌های هوارسانی سقف شده‌است.

## توصیف
انواع پنجره‌های سقفی شامل پنجره‌های پشت بام، پنجره‌های سقفی یکه، دستگاه‌های روشن‌سازی لوله‌ای، جام‌اندازی شیب‌دار و پنجره‌های سقفی معمولی می‌باشند.
کاربردها شامل:
1. عامل‌های روشن‌سازی معمولاً برای ورود مستقیم و غیرمستقیم نور خورشید از طریق نورافکنی بالا به کار برده می‌شوند.
2. فراهم کردن رابطه بصری به محیط بیرون نسبت به ساکنان داخلی می‌باشد.
3. ساختمان قابل تحمل – گرمایش غیرفعال خورشیدی با دستگاه‌های عملی، تهویه برای خنک‌سازی غیرفعال و مبادله هوای تازه.

پنجره سقفی یکه ثابت متشکل از چارچوب محافظ یک قاب لعاب‌کاری می‌باشد. (بخش انتقال‌دهنده نور، که عمدتاً از شیشه یا پلاستیک تشکیل می‌شود)

## دستگاه پنجره‌ای سقفی لوله‌ای
در روشن‌سازی فعال، دستگاه روشن‌سازی لوله‌ای را به کار می‌برند. واحد ثابت نصب‌شده در پشت‌بام عامل پنجره سقفی می‌باشد، که نور خورشید را جمع می‌کند و توسط یک چشمی در لوله انتقال‌دهنده نور به عامل پراکنش، نور توزیع می‌کند. با کوچک شدن قطر، آن‌ها می‌توانند برای روشن‌سازی فضاهای کوچکتر مانند راهروها و نور انعکاسی در گوشه‌های تاریک‌تر فضاها به‌کار برده شوند.

## جام‌اندازی شیب‌دار
جام اندازی شیب‌دار با پنجره‌های سقفی دیگر فرق می‌کند، که در آن یک مجموعه شامل نقش‌های چندگانه در سیستم قاب‌بندی می‌باشند، معمولاً برای پروژه‌های مشخص طراحی می‌شوند و در بخش‌هایی در محل نصب می‌شوند.

## سبک معماری خورشیدی
پنجره‌های سقفی به‌طور گسترده در طراحی روشن‌سازی برای ساختمان‌های مسکونی، عمومی و تجاری به‌کار برده می‌شوند. روشنایی افزایش‌یافته می‌تواند منجر به مصرف کمتر نور پردازی الکتریکی، و لعاب‌کاری پنجره به اندازه کوچکتر باعث (روشنایی غیر مستقیم) صرفه‌جویی در انرژی، پایین آوردن هزینه‌ها و کاهش تأثیرات محیطی
می‌شود. روشن‌سازی می‌تواند مصرف انرژی را در بعضی از ساختمان‌ها تا بیش از ۸۰٪ کاهش دهد. روشنایی از بالا (پنجره‌های سقفی) برای به حداکثر رساندن روشنایی، با روشنایی غیرمستقیم (پنجره‌ها) کار می‌کنند. روشنایی بالا قادر به روشن کردن بخش‌های متمرکز ساختمان می‌باشد. روشن‌سازی در تمام روز هم از روشنایی محیط آسمان و هم قرارگیری مستقیم در معرض نور خورشید در دسترس می‌باشد. لعاب‌کاری مدرن شفاف یا مات می‌تواند برای جلوگیری از تابش زیاد به‌کار برده شود، و به ذخیره نور خورشید در گوشه‌های پایین و پراکنش نور به بخش‌های وسیع‌تر فضای کف کمک کند. حتی در روزهای ابری، روشنایی بالا از پنجره‌های سقفی سه تا ده برابر مؤثرتر از روشنایی غیرمستقیم می‌باشد.

## مولد شیشه
بسیاری از پیشرفت‌های اخیر، هم در ساختار شیشه‌ای و هم پلاستیکی، از انواع پنجره‌های سقفی استفاده کرده‌اند. بعضی از پیشرفت‌ها عملکرد حرارتی را افزایش می‌دهند، بعضی‌ها بر حفظ کردن و به‌کارگیری پتانسیل روشنایی تمرکز کرده‌اند، و بعضی برای بالا بردن استحکام، دوام و مقاومت در برابر حرارت و دیگر مقیاس‌های عملکردی طراحی می‌شوند.
پنجره‌های سقفی هوارسانی امروزی، پنجره‌های شیشه‌ای را به کار می‌برند، که معمولاً از واحدهای شیشه‌ای عایق‌بندی پوشیده‌شده متشکل از دو قطعه شیشه به‌کار می‌روند. از مجموعه‌های با سه قاب، گاهی می‌توان در سردترین مناطق جوی از نظر هزینه تنظیم استفاده کرد، اما مقدار نور را با اضافه کردن لایه سوم از دست می‌دهند.

## پلاستیک
پنجره‌های لعاب‌دار پلاستیکی معمولاً در بسیاری از پنجره‌های سقفی و روشن‌کننده‌های لوله‌ای استفاده می‌شوند. این مجموعه‌ها معمولاً از نظر حرارتی شامل گنبد می‌باشند، اما شکل‌ پرسی غیرمعمولی دارند. پنجره‌های سقفی گنبدی معمولاً در سقف‌های با شیب کم به‌کار برده می‌شوند. شکل‌های گنبدی باعث حرکت آب و گرد و غبار می‌شود.